# Ceratostoma
Ceratostoma là một chi ốc biển săn mồi cỡ trung bình tới lớn, là động vật thân mềm chân bụng sống ở biển thuộc họ Muricidae, họ ốc gai. Không nên nhầm chi này với chi Ceratosoma.

## Các loài
Các loài thuộc chi Ceratostoma bao gồm:
- Ceratostoma burnetti  (Adams & Reeve, 1849)
- Ceratostoma foliatum  (Gmelin, 1791)
- Ceratostoma fournieri  (Crosse, 1861)
- Ceratostoma monoceros  (G. B. Sowerby II, 1841)
- Ceratostoma nuttalli  Conrad, 1837
- Ceratostoma rorifluum  (Adams & Reeve, 1849)

Các loài đồng nghĩa:
- Ceratostoma inornatum (Récluz, 1851) syn. Pteropurpura (Ocinebrellus) inornata (Récluz, 1851), Ocenebra inornata (Récluz, 1851)
- Ceratostoma varicosum (Kuroda, 1953) syn. Genkaimurex varicosus (Kuroda, 1953)